# Scopula punctatissima
Scopula punctatissima är en fjärilsart som beskrevs av Max Joseph Bastelberger 1911. Scopula punctatissima ingår i släktet Scopula och familjen mätare. Inga underarter finns listade.